# بلدة إيري (ميشيغان)
إيري (بالإنجليزية: Erie Township, Michigan)‏ هي بلدة تقع بولاية ميشيغان في الولايات المتحدة. تبلغ مساحتها 76.6 (كم²)، وترتفع عن سطح البحر 178 م، بلغ عدد سكانها 4517 نسمة في عام تعداد الولايات المتحدة 2010 حسب إحصاء مكتب تعداد الولايات المتحدة وتصل الكثافة السكانية فيها 73.5 نسمة/كم2.

## وصلات خارجية
- http://erietownship.com/
- The US50 - Cities and Towns in Michigan State
- Michigan Cities and Towns, Facts, Map, Flag, Colleges, Government, and More